# Witali Walentinowitsch Bianki
Witali Walentinowitsch Bianki (russisch Виталий Валентинович Бианки; * 30. Januarjul. / 11. Februar 1894greg. in Sankt Petersburg, Russisches Kaiserreich; † 10. Juni 1959 in Leningrad, Sowjetunion) wurde als russisch-sowjetischer Kinder- und Jugendbuchautor bekannt, vor allem seit 1923 durch seine Tiererzählungen und -märchen. Seine Arbeiten umfassten über dreihundert Kurzgeschichten, Märchen, Erzählungen und Artikel, die in etwa 120 Bücher in einer Auflage von 40 Millionen Exemplaren veröffentlicht und in viele Sprachen übersetzt wurden. Biankis auf Naturbeobachtungen und Liebe zur Natur basierenden Bücher beschreiben den Reichtum und die Mysterien der Natur. Er schrieb, dass Tiere und Pflanzen genau so viele Ereignisse in ihrem Dasein erleben wie Menschen.
Sein bekanntestes Buch, Die Waldzeitung («Лесная газета», Lesnaja Gaseta), das 1928 erschien, ist eine Art Enzyklopädie des Waldes und seiner Bewohner. Die leichte und farbige Sprache richtet sich direkt an die Phantasie der Kinder. Dieses ungewöhnliche Buch schrieb er während der 1920er Jahre. Es wurde in den folgenden 35 Jahren jährlich ergänzt und fortgesetzt, bis zum Tode des Autors. Das Buch wurde in viele Sprachen übersetzt und galt auch als Vorlage für die populäre Kinderradiosendung Nachrichten aus dem Wald («Вести из леса», Westi is lessa), die von Bianki und Nikolai Sladkow im Leningrader Radio ausgestrahlt wurde. Die Sendung hatte eine der größten Zuhörerschaften im ganzen Land. Sie wurde in der gesamten Sowjetunion wiederholt ausgestrahlt und erreichte eine geschätzte Zuhörerschaft von fünfzig Millionen Hörern während der 1950er Jahre.

## Biografie

### Kindheit und Revolutionszeit

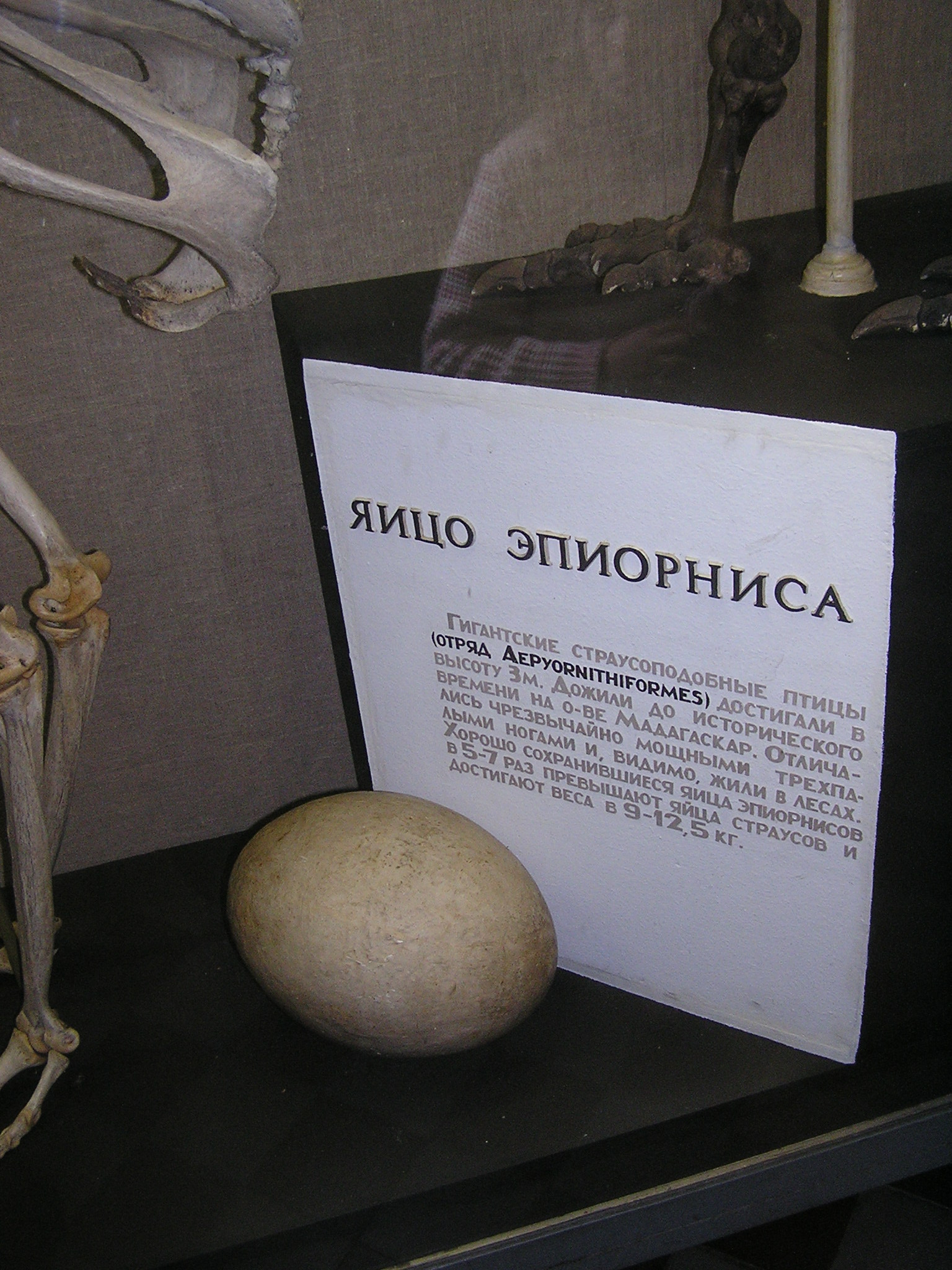
Ausstellungsobjekt im zoologischen Museum St. Petersburg

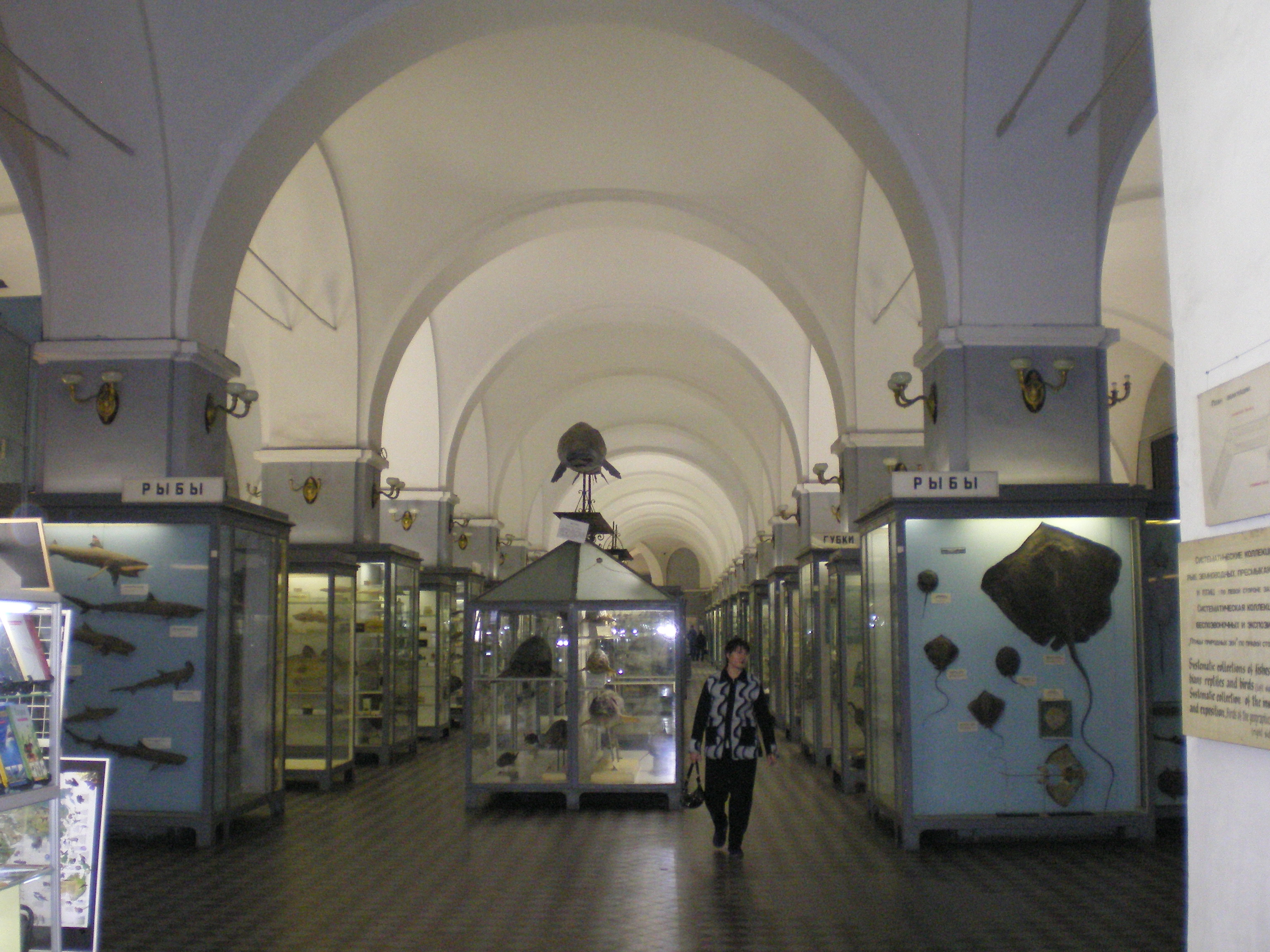
Halle des zoologischen Museum St. Petersburg, in dem Bianki durch seinen Vater, den Kurator der Insektenabteilung, viel Zeit in seiner Kindheit verbrachte.

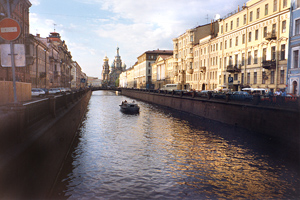
Ansicht von St. Petersburg, dem Geburts- und Sterbeort Biankis, von dem er oft getrennt wurde, durch Krieg und Exil, aber an den er immer wieder zurückkehrte.

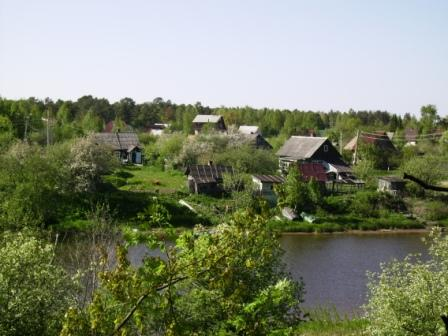
Datschen in der Umgebung von St. Petersburg. In so einer Datscha hielt sich Bianki die meiste Zeit vom Frühling bis Herbst auf.

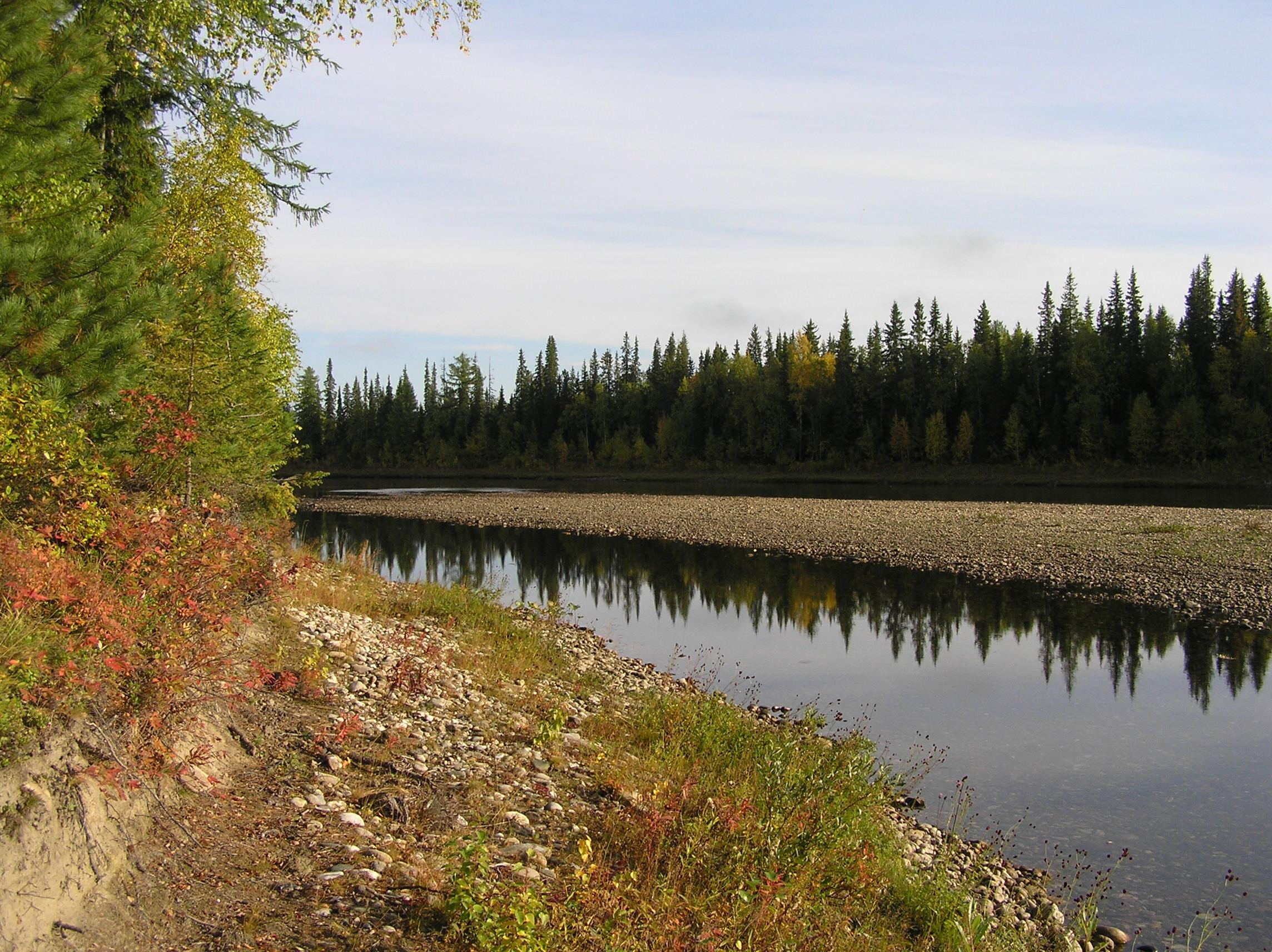
Taiga im nordöstlichen Ural

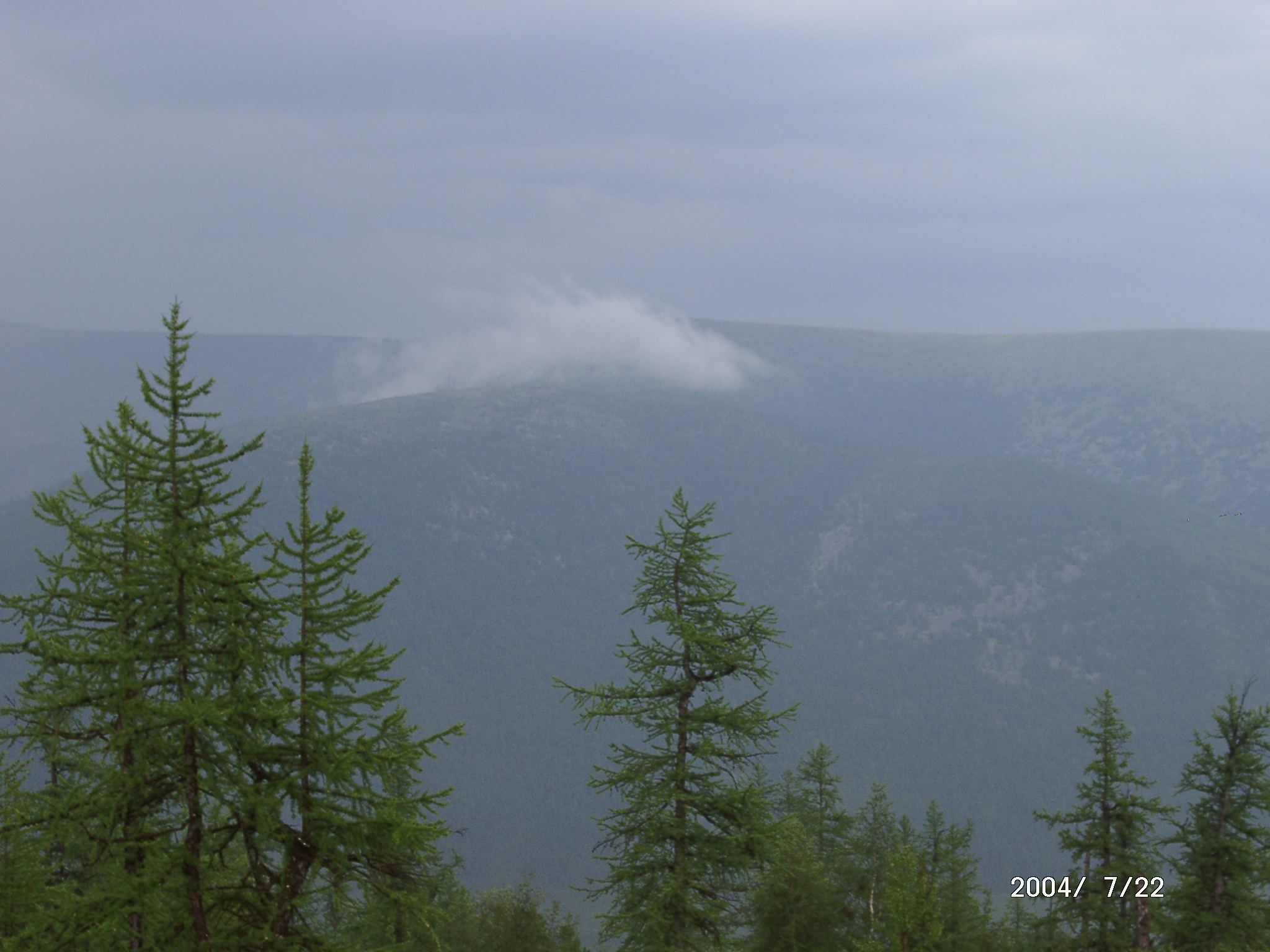
Sibirischer Nadelwald, Larix sibirica

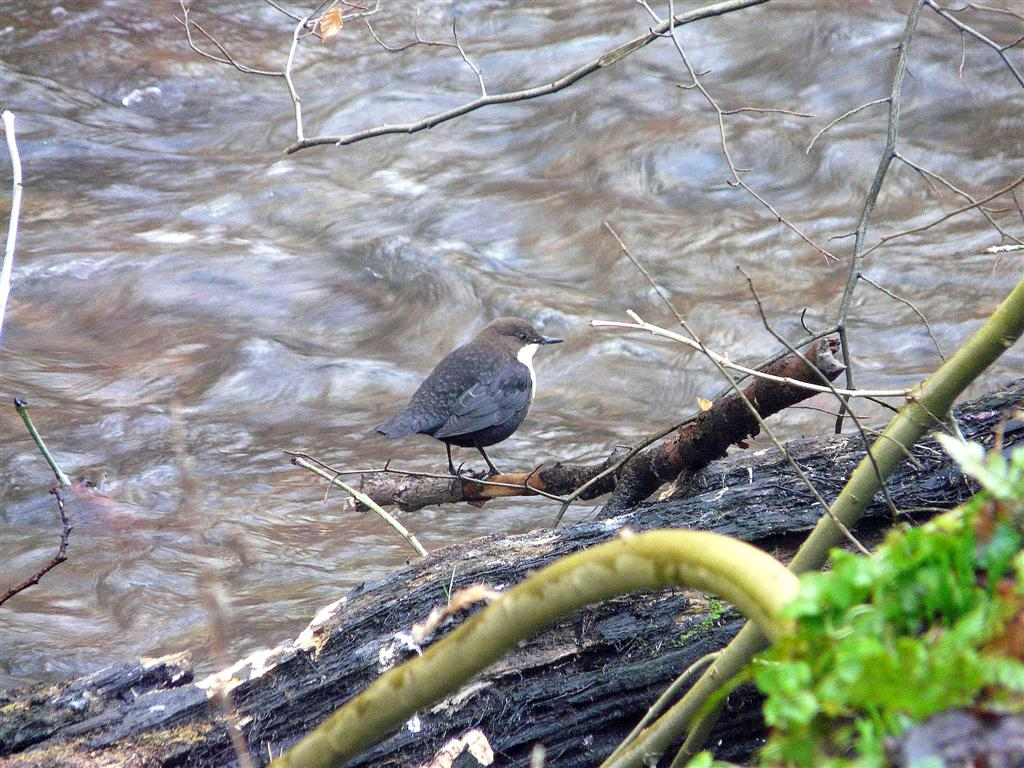
Eine Wasseramsel. Nach Biankis Vater, einem bekannten Ornithologen, der über 120 Texte schrieb, sind zwei Vögel, unter anderem eine Wasseramsel-Art, benannt.

Schon im frühen Kindesalter beteiligte sich Witali Bianki an wissenschaftlichen Expeditionen zur
Wolga, dem Ural, in den Altai und nach Kasachstan.
Witali war einer von drei Söhnen des Zoologen Valentin Bianchi (1857–1920), eines Wissenschaftlers
der Entomologie-Abteilung des Zoologischen Museums der Akademie der Wissenschaften in
St. Petersburg. Von seinem Vater erbte Bianki das Interesse an allem, was „atmet, blüht und wächst“.
Die Wohnung des Vaters, der Kurator der Sammlung war, befand sich direkt gegenüber dem Museum, und die drei Brüder verbrachten so oft ihre Zeit in seinen Arbeitsräumen. In den Glasvitrinen konnte Bianki Tiere aus aller Welt bestaunen. Sein Vater war zugleich sein wichtigster Lehrer. Er lehrte seinen Sohn, alle seine Naturbeobachtungen aufzuzeichnen. Von seinem Vater sagte er, dass er „jeden Grashalm, jeden Vogel und jedes kleine Geschöpf mit Namen kenne und das er glaubte, er sei eine Art Waldgeist, da er alle Schleichwege und verborgenen Quellen kannte, die Vögel und Tiere verstand und über sie verfügte.“
In seinem Leben reiste Bianki, oft gezwungenermaßen, viel durch das nördliche Russland. Es zog ihn aber immer wieder nach Leningrad, das heutige St. Petersburg, zurück.
Nach dem Gymnasium und mit Studien in Biologie und Naturwissenschaften an der physikalisch-mathematischen Fakultät der Petrograder Universität im Jahre 1916, mit einer Spezialisierung im Bereich Ornithologie, sowie Studien in Kunst am St. Petersburger Kunst-Institut, im Zeichnen von Pflanzen und Tieren, startete er erst Jahre später, 1923, seine literarischen Aktivitäten.
Nach seiner Armeezeit ab 1916 und seinem Beitritt in die Partei der Sozialrevolutionäre 1917, sowie seiner Tätigkeit für die Kommission für den Schutz der Kunstdenkmäler von Zarskoje Selo wurde er im Frühjahr 1918 nach Sibirien an die Wolga geschickt und arbeitete im Sommer 1918 in Samara für die Zeitung „Volk“ («Народ»).
Über Umwege durch Ufa, Jekaterinburg, zurück nach Ufa und durch Tomsk, zog er schließlich nach Biisk. Dort wurde er in die Armee des Monarchisten Koltschak gezwungen, desertierte aber und war fortan gezwungen unter falschem Namen zu leben. In den Unterlagen hieß er nun Witali Beljanin und war Student an der Universität Petrograd, Ornithologe und Sammler des Zoologischen Museums der Russischen Akademie der Wissenschaften. Das wahre Geheimnis seines Namens behielt er bis zur Vertreibung des Koltschak-Regimes. Sein Doppelname Bianki-Beljanin stand bis zum Ende des Lebens in seinem Pass.
Nach Errichtung der Sowjetmacht in Biisk arbeitete Bianki in der Abteilung Bildung für das ortsansässige Museum. Später wurde er der Leiter des Museums. Zugleich war er Lehrer einer Schule im Rahmen der Komintern III. Er beteiligte sich aktiv an der Biisker Naturwissenschaftlichen Gesellschaft, hielt in der „Altai People's University“ Vorträge über Ornithologie und organisierte zwei wissenschaftliche Expeditionen zum Telezkoje-See.
1921 wurde er zweimal von der Tscheka in Biisk verhaftet und saß drei Wochen im Gefängnis.
Im September 1922 warnte ihn einer seiner Freunde vor der Gefahr, erneut verhaftet zu werden und so packte Bianki schnell seine Sachen und reiste in seine Heimat und zu seiner Familie nach Petrograd.

### Leben als Schriftsteller
Mit Büchern voller Notizen, die er in seiner Zeit in Biisk sammelte, und die ihm sehr am Herzen lagen, begann er seine ersten Texte zu schreiben. Er sagte, dass diese Notizen wie die leblosen Tiere in einem Naturkundemuseum, den Wald und seine Bewohner regungslos und eingefroren seien. Als Kind wollte er diese Tiere wieder zum Leben erwecken und genau diese Magie wollte er dann später mit seinen Worten erreichen. Die Notwendigkeit des künstlerischen Ausdrucks zu dieser Belebung seines gesammelten Wissens ließ Bianki Schriftsteller werden.
Zurück in Leningrad beteiligte sich Bianki an einem Zirkel an Schriftstellern um Kornei Tschukowski. Später wurde er Mitglied im Schriftstellerverband der UdSSR und ein guter Freund von Samuil Marschak und Boris Schitkow (Житков, Борис Степанович).
In Leningrad lebten er und seine Familie von 1924 bis zum 10. Juni 1959 unter der Adresse Васильевский остров, Малый проспект, дом 4 (Kleine Straße, Haus 4). Aber die meiste Zeit des Jahres, vom Frühjahr bis zum Spätherbst, lebte er außerhalb der Stadt. Seine Naturbeobachtungen machte er vor allem, wenn er auf dem Lande in der Datscha seiner Familie, in der Lebjashje Siedlung (Лебяжье (Ломоносовский район)), lebte. Zugleich war dieses Haus während der Sommertage ein kulturelles Zentrum, in dem sich Wissenschaftler und Autoren aus St. Petersburg trafen.
Im Jahr 1923 wurde seine erste Kurzgeschichte, „Der rote Sperling auf der Reise“ («Путешествие красноголового воробья») im KinderMagazin „Der Spatz“ («Воробей», „Vorobei“) veröffentlicht. Im selben Jahr wurde sein erstes Kinderbuch „Wessen Nase ist besser?“ («Чей нос лучше?», „Chei nos luchshe“) in dem privaten Verlag Raduga (Радуга) veröffentlicht.
Am Ende des Jahres 1925, wurde Bianki erneut verhaftet und für die Teilnahme an einer nicht vorhandenen Untergrund-Organisation zu drei Jahren des Exils in Uralsk verurteilt, wo er auch die nächsten drei Jahre verbrachte. Im Frühjahr 1928, aufgrund zahlreicher Anträge, darunter auch Maxim Gorkis Appell an den Geheimdienstler Jagoda, erhielt er die Erlaubnis, im Rahmen der berüchtigten 101-km-Regelung, einer Vorgabe, dass entlassene Häftlinge nur 100 km von Großstädten entfernt leben durften, nach Nowgorod zu ziehen und später, Anfang 1929, auch wieder nach Leningrad.
Im November 1932 folgte eine weitere Verhaftung, aus der er aber nach drei und einer halben Woche „aus Mangel an Beweisen“ entlassen wurde.
Im März 1935 wurde Bianki, als angeblich „aktives Mitglied des bewaffneten Aufstandes gegen die sowjetische Herrschaft“ erneut verhaftet und für fünf Jahre in die Region Aktobe verschoben. Dank der Fürsprache von Gorkis Exfrau, Katharina Pawlowna Peschkowa, wurde Bianki entlastet. 1941 kehrte er nach Leningrad zurück. Wegen einer Herzkrankheit wurde er nicht zur Armee eingezogen, sondern während des Zweiten Weltkrieges bis zum Ural evakuiert; nach dem Krieg kehrte er nach Leningrad zurück.
Einer seiner Studenten und Anhänger ist Nikolai Sladkow (Н.Сладков), ein bekannter Autor zahlreicher Bücher über die Natur.
Witali Bianki starb am 10. Juni 1959 in St. Petersburg (zu dieser Zeit Leningrad) und ist dort auf dem
Bogoslovskoe-Friedhof begraben.

## Publikationen
In deutscher Übersetzung seiner Erzählungen erschienen unter anderem „Mäuschen Pik“, „Die erste Jagd“, „Der Einzelgänger“, „Wie Tit Wolow Wölfe suchte“. Die Geschichten sind vor allem für junge Leser und Zuhörer ab 7 Jahren geeignet.
Die eine oder andere Ausgabe dieser Bücher gewann den Buchpreis Schönste Bücher der DDR.
Witalis Werke wurden in Deutschland in den folgenden Verlagen veröffentlicht: Alfred Holz, Kinderbuchverlag Berlin, Orbis Berlin, Kultur und Fortschritt Berlin, Parabel (München), Hinstorff (Rostock), Volk und Wissen (Berlin), Engelhard-Reyher-Verlag Gotha, Verlag Neues Leben (Berlin), Edition Pan (Düsseldorf), Orbis-Verlag Berlin-Tegel-Nord und bei Schaffstein in Köln.
Im Ausland wurden seine Werke u. a. bei Malysch Moskau, Azbuka St. Petersburg und Olimpij verlegt.

## Verfilmungen
Motive seiner Erzählungen kann man in der Literaturverfilmung Abenteuer in der Taiga (Prikljutschenija w tajge) (UdSSR 1971) wiederfinden, einem Film des Regisseurs Agassi Babajan (Агаси Бабаян), der unter anderem 1961 den Film Dersu Uzala drehte, nicht zu verwechseln mit Akira Kurosawas  gleichnamigen Film. Der Film zeigt das Leben eines Luchses, der von einem Waldhüter aufgezogen, so einige Abenteuer in der Wildnis und unter Menschen bestehen muss.
Die Kurzanimation Путешествие муравья (russisch; engl.: Travels of an Ant) aus dem Jahre 1983, nach einer von Biankis Geschichten, zeigt den abenteuerlichen Heimweg einer Ameise, die sich kurz vor dem Sonnenuntergang verirrt hatte.
Der Film gewann verschiedene Auszeichnungen.

## Werke in deutscher Übersetzung
- Askyr der Zobel. (Originaltitel: Askyr (dt.)) Schaffstein, Köln 1951. Übersetzung durch Egon von Bahder. Textzeichnungen Werner Peltzer.
- Auf dem Wege über das große Meer. Rostock 1954. Übersetzung von F. König.
- Auf der Fährte. Tier- und Jagdgeschichten. (Originaltitel: Po sledam) Holz, Berlin 1965. Übersetzung von Thomas Reschke.
- Das Mäuschen Pieps. (Originaltitel: Мышонок Пик) Verlag f. Jugend u. Volk, Wien 1953. Übersetzung durch W. Linhart. Zeichnungen: E. Ratschew.
- Das Wipfelstübchen. (Originaltitel: Теремок) Engelhard-Reyher-Verlag, Gotha 1952. Übersetzung: Siegfried Wisch. Bebilderung: A. A. Rylow.
- Der Einzelgänger. (Originaltitel: Odinec) Kultur und Fortschritt, Berlin 1959. Illustrationen: Jürgen Wittdorf. Aus dem Russischen von Dieter Pommerenke.
- Der Einzelgänger. und andere Erzählungen Der Kinderbuchverlag, Berlin 1970. Illustrationen: Renate Göritz. Übersetzung: Corinna und Gottfried Wojtek.
- Der Fuchs und das Mäuschen. Kinderbuchverlag, Berlin 1985. Ill. von Erika Klein. Übertragen von Alla Stüwe.
- Der schlaue Fuchs und das kluge Entlein : ein russisches Volksmärchen. Kinderbuchverlag, Berlin 1975. Übersetzung: Max Hummeltenberg. Illustrationen: Regine Blumenthal.
- Die erste Jagd. (Originaltitel: Первая охота) Kinderbuchverlag, Berlin 1965. Übersetzung: Inge Langer. Illustrationen: Ingeborg Meyer-Rey.
- Die Eule. (Originaltitel: Рассказы и сказки) Der Kinderbuchverlag, Berlin 1989, ISBN 3-358-01234-4. Illustrationen von Erich Gürtzig. Übersetzung von Alla Stüwe.
- Die Waldhäuschen. (Originaltitel: Теремок) Verlag Malysch, Moskau 1979. Zeichnungen von Mai Mituritsch. Aus dem Russischen von Vera Novak.
- Die Waldzeitung. (Originaltitel: Лесная газета) Kinderbuchverlag, Berlin 1953. Übersetzung von Inge Langer und Ulrich Kuhnke. Ill. nach d. Orig. v. Helmut Kloss.
- Flick. Verlag für Fremdsprachige Literatur, Moskau 1955. Aus dem Russischen von Hilde Eschwege.
- Mäuschen Pik und andere Geschichten. Kinderbuchverlag, Berlin 1969. Illustriert von Gerhard Rappus.
- Mäuschen Pik. Ein russisches Tiermärchen. (Originaltitel: Мышонок Пик) Orbis-Verlag, Berlin-Tegel-Nord 1948. Übersetzt von E. Wollert. Zeichnungen: Ewgenij Ratschow.
- Mäuschen Pick : Erzählung in 2 Teilen. Zentralverlag, Charkow 1929. Deutsch von B. Mayerle.
- Tiergeschichten. (Originaltitel: Рассказы и сказки) Verlag Neues Leben, Berlin 1951. Ill. von Herbert Thiele. Übertr. v. Alla Stüwe.
- Unverhoffte Begegnungen : Erzählungen eines Jägers und Naturfreundes. (Originaltitel: Necajannye vstreci) Verlag Neues Leben, Berlin 1950. Aus dem Russischen von Ernst Hube. Ill.: Herbert Thiele.
- Versteckspiel. (Originaltitel: Prjatki) Kinderbuchverlag, Berlin 1951. Übersetzung: Hermann Gleistein. Textill.: Rudolf Meissner.
- Wie Tit Wolow Wölfe suchte. Kinderbuchverlag, Berlin 1970. Illustriert von Renate Göritz. Hrsg. von Nadeshda Ludwig. Übers. aus d. Russ. von Corrinna u. Gottfried Wojtek.